# DDB Worldwide
DDB Worldwide Communications Group LLC, conocida internacionalmente como DDB, es una compañía multinacional de marketing, propiedad de Omnicom Group, uno de los mayores holdings publicitarios del mundo.

## Historia
Bill Bernbach y Ned Doyle trabajaron juntos en la empresa Grey Advertising, en Nueva York, donde Bernbach se desempeñaba como director creativo. En 1949 se asociaron con Mac Dane, que dirigía una pequeña agencia. Juntos fundaron Doyle Dane Bernbach en Manhattan.
Dane dirigía los aspectos administrativos y promocionales del negocio; Doyle se centraba en el cliente y Bernbach desempeñaba un papel esencial en la redacción de la publicidad, liderando la producción creativa de la agencia.
En 1986, las redes internacionales de publicidad Doyle Dane Bernbach y Needham Harper fusionaron sus agencias mundiales para convertirse en DDB Needham. Al mismo tiempo, los propietarios de Doyle Dane Bernbach, Needham Harper y BBDO fusionaron sus participaciones para formar el holding Omnicom, que cotiza en bolsa en Estados Unidos. En 1999, DDB Needham pasó a llamarse DDB Worldwide.